# Dia Mundial do Refugiado

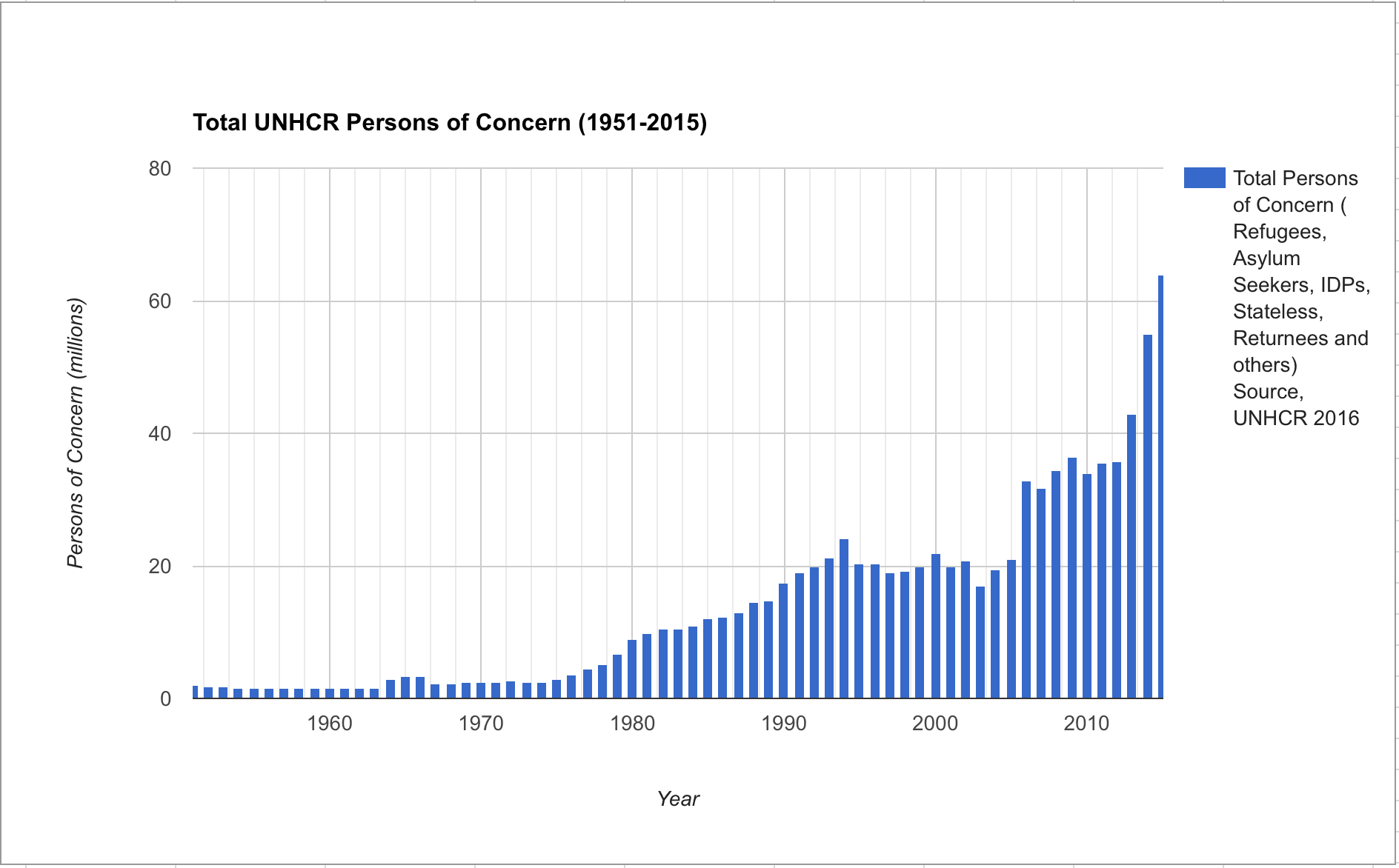
Gráfico que mostra o crescimento do número total de pessoas de interesse da UNCHR

O Dia Mundial do Refugiado é lembrado em 20 de junho de cada ano e dedicado à conscientização sobre a situação dos refugiados em todo o mundo.

## História
Em 4 de dezembro de 2000, a Assembleia Geral das Nações Unidas, na Resolução 55/76, decidiu que a partir de 2000, 20 de junho seria celebrado como o Dia Mundial do Refugiado. Nesta resolução, a Assembleia Geral notou que 2001 marcou o 50º aniversário da Convenção de 1951 relativa ao Estatuto dos Refugiados.
O Dia do Refugiado Africano foi formalmente celebrado em vários países antes de 2000. A ONU observou que a Organização da Unidade Africana (OUA) concordou em que o Dia Internacional dos Refugiados coincidisse com o Dia do Refugiado Africano em 20 de junho.
Na Igreja Católica Romana, o Dia Mundial dos Migrantes e Refugiados é celebrado em janeiro de cada ano, tendo sido instituído em 1914 pelo Papa Pio X.

## A Ação das Nações Unidas – A Assembleia Geral
Como um dos seis principais núcleos das Nações Unidas, a Assembleia Geral é responsável pela principal formulação de políticas e representante de questões em todo o mundo. No cinquentenário do Escritório das Nações Unidas, houve uma resolução que foi alcançada pela assembleia geral especificamente para atender aos refugiados e ao Dia Mundial do Refugiado. Os oito objetivos principais são os seguintes:
1. Felicita o Alto Comissariado das Nações Unidas para os Refugiados pela sua liderança e pressão para a coordenação no âmbito da ação internacional para os refugiados. Reconhece o processo de proteção e ajuda aos refugiados e outras pessoas preocupantes, que visa criar um resultado adequado para os seus problemas de entrada de refugiados no país.
2. Paga aos trabalhadores humanitários e ao pessoal do Gabinete do Alto Comissariado na ajuda aos refugiados, isto porque são eles que arriscam as suas vidas enquanto estão no trabalho.
3. Reafirma o seu apoio às atividades do Alto Comissariado, que será simultaneamente aos resultados da assembleia geral, em nome dos retornados, e à identidade das pessoas deslocadas internamente.  A causa de uma pessoa deslocada internamente são as causas do deslocamento interno, incluindo conflitos armados, violência generalizada, violações dos direitos humanos e "desastres naturais e causados pelo homem", seja por um início súbito ou lento.
4. Observa o papel principal dos movimentos com a sociedade global, tanto para organizações regionais quanto não governamentais, isso inclui a participação dos refugiados em leis que afetam suas vidas.  O Protocolo obriga os Estados a cumprir as disposições substantivas da Convenção de 1951 a todos os indivíduos abrangidos pela definição de refugiado, sem qualquer limitação de data. Embora relacionado à Convenção, o Protocolo ainda é um instrumento independente, cuja adesão não se limita aos Estados Partes na Convenção.
5. Reconhece que o Alto Comissário contribuirá para a avaliação dos princípios das Nações Unidas, nomeadamente os relativos à paz, aos direitos humanos e ao desenvolvimento.  O objetivo é recordar o direito dos indivíduos a criarem a autodeterminação, em virtude da qual têm o direito de determinar livremente o seu próprio estatuto político e de prosseguir o seu desenvolvimento económico, social e cultural no seu interior.
6. Observa que esta convenção definirá os conceitos gerais para a proteção internacional dos refugiados. Os desenvolvimentos no direito internacional dos direitos humanos também reforçam o princípio de que a Convenção será aplicada sem discriminação a qualquer pessoa quanto ao seu sexo, idade, deficiência, sexualidade ou outros motivos proibidos de discriminação. A Convenção também estipula que, há apenas as exceções, um refugiado não deve ser penalizado por sua entrada ou permanência ilegal.
7. Reconhece a Organização de Unidade Africana que concordou que um dia internacional do refugiado coincidirá com o Dia Africano do Refugiado. O Dia do Refugiado em África era também uma celebração em 20 de junho de cada ano e, como um gesto para expressar solidariedade com o continente africano, as Nações Unidas, em 4 de dezembro de 2000, adoptaram uma resolução que o Dia Mundial do Refugiado seria celebrado em 20 de junho, a partir de 2001. O dia foi o 50º aniversário da convenção da ONU de 1951 sobre o estatuto dos refugiados. A conclusão da resolução observou que a Organização de Unidade Africana coordenaria o Dia do Refugiado Africano com o novo Dia Mundial do Refugiado.
8. O Dia Mundial do Refugiado será celebrado no dia 20 de junho. Também é celebrado durante a semana que é a atividade anual que foi organizada pela Austcare em Sydney 1986, que visa informar a comunidade sobre os refúgios e sua contribuição positiva para a sociedade australiana.

## Convenção e protocolo relativos ao estatuto dos refugiados
A Declaração Universal dos Direitos Humanos de 1948 reconhece o direito que uma pessoa tem de pedir asilo de perseguição em outros países, o protocolo das Nações Unidas destacou que ela será indiferente e igualmente reforçada aos princípios de que não enfrentará discriminação quanto ao seu sexo, idade, deficiência, sexualidade ou outros motivos proibidos de discriminação.
O estatuto de refugiado destaca ainda que a convenção incluirá uma série de salvaguardas para a expulsão de refugiados. Afirma-se que através dos princípios e direitos destes refugiados onde não há derrogações que podem ser feitas. Descreve esta ideia de que um refugiado será expulso ou regressará contra a sua vontade para um país onde se sinta ameaçado para a sua vida.
A convenção e o protocolo permitem que os refugiados tenham direitos de asilo em um país sem a perseguição de seu próprio país de origem.
A convenção consolida instrumentos internacionais anteriores que também dizem respeito aos refugiados e terá como objetivo proporcionar a codificação mais abrangente dos direitos dos refugiados a nível internacional. Trata-se de uma convenção de um instrumento baseado no estatuto e nos direitos e, em última análise, assenta numa série de princípios fundamentais, nomeadamente os papéis de não discriminação, de não penalização e de não repulsão.
A convenção acaba por estabelecer a lei em que devem ser respeitadas as normas mínimas básicas para o tratamento dos refugiados, sem prejuízo de os Estados concederem um tratamento mais favorável. Isto significa que os refugiados têm o direito de ter acesso aos tribunais, ao ensino primário, ao trabalho e ao fornecimento de documentação, incluindo um documento de viagem de refugiado em forma de passaporte. 
Além disso, a Convenção não se aplica aos indivíduos para os quais existem razões sérias para considerar que cometeram crimes de guerra ou crimes contra a humanidade. Isso também inclui crimes não políticos graves, ou aqueles que são culpados de atos contrários aos propósitos e princípios das Nações Unidas.

## Celebrações
Todos os anos, em 20 de junho, as Nações Unidas, a Agência de Refugiados das Nações Unidas (ACNUR) e inúmeros grupos cívicos em todo o mundo organizam eventos do Dia Mundial do Refugiado para chamar a atenção do público para os milhões de refugiados e pessoas internamente deslocadas em todo o mundo que foram forçados a fugir de suas casas devido à guerra, conflito e perseguição.
A comemoração anual é marcada por uma variedade de eventos em mais de 100 países, envolvendo funcionários do governo, trabalhadores de ajuda humanitária, celebridades, civis e os próprias pessoas expulsas de seus países.
Todos os anos, o ACNUR anuncia um tema para sua campanha do Dia Mundial do Refugiado. Temas recentes incluem:
- 2020: Cada Ação Conta
- 2019: «Dê um Passo no Dia Mundial dos Refugiados». web.archive.org. 16 de junho de 2019. Consultado em 20 de junho de 2020
- 2018: Agora, Mais do que Nunca, Precisamos Apoiar os Refugiados
- 2017: Abraçando os Refugiados para Celebrar nossa Humanidade Comum
- 2016: Estamos Juntos com os Refugiados
- 2015: Com Coragem, Vamos todos Combinar
- 2014: Migrantes e Refugiados: Rumo a um Mundo Melhor
- 2013: Reserve um Minuto para Apoiar uma Família Forçada a Fugir
- 2012: «Uma Família Destruída pela Guerra é Demais». web.archive.org. 13 de julho de 2013. Consultado em 20 de junho de 2020
- 2010: «Um Refugiado Forçado a Fugir é Demais». web.archive.org
- 2009: Refugees, United Nations High Commissioner for. «Lar». UNHCR (em inglês). Consultado em 20 de junho de 2020
- 2008: Refugees, United Nations High Commissioner for. «Proteção». UNHCR (em inglês). Consultado em 20 de junho de 2020
- 2007: Perseverança
- 2006: Esperança
- 2003: Jovens Refugiados: Construindo o Futuro
- 2002: Tolerância
- 2001: Respeito

Indivíduos e grupos comunitários são incentivados a marcar o dia participando de um evento do Dia Mundial do Refugiado, assistindo e compartilhando vídeos do Dia Mundial do Refugiado e aumentando a conscientização para os refugiados nas redes sociais.